# 古耶船闸

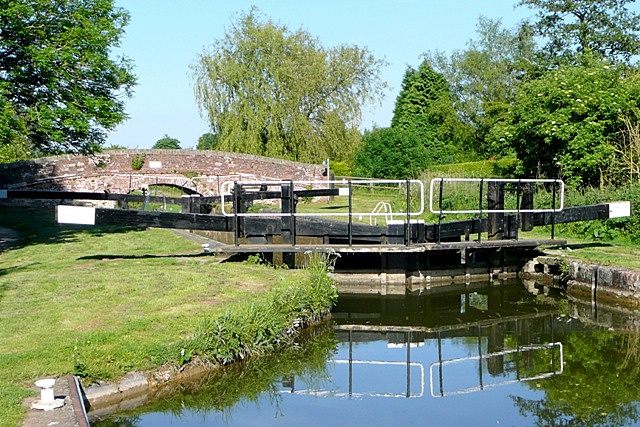
古耶船闸

古耶船闸（英語：Guyer's Lock）是肯尼特和埃文运河上的一个船闸，其位于英国伯克郡纽伯里和肯特伯瑞和之间。
黑格斯船闸由纽伯里工程师约翰·荷瑞于1718年至1723年间监造。而运河管理着英国的水路。
其为二级受保护建筑。